# Jarra Central
Jarra Central é uma das seis sub-divisões do distrito de Lower River na Gâmbia.